# Leif Torbjørn Næsvold
Leif Torbjørn Næsvold (* 5. März 1998 in Røyken) ist ein ehemaliger norwegischer Nordischer Kombinierer.

## Werdegang
Næsvold, der für Røykenhopp startete, gab sein internationales Debüt im Rahmen des Europäischen Olympischen Winter-Jugendfestivals 2015 in Tschagguns. Während er im Sprint den elften Platz erreichte, belegte er über 10 Kilometer den 23. Rang. Ein Jahr später nahm Næsvold an den Nordischen Junioren-Skiweltmeisterschaften 2016 im rumänischen Râșnov teil. Dort belegte er in den beiden Einzelwettkämpfen in der Gundersen-Methode einen zehnten und einen 26. Platz. Im Teamwettbewerb erreichte er gemeinsam mit Lars Ivar Skårset, Petter Løset Skodjereite und Einar Lurås Oftebro den fünften Rang. Wiederum ein Jahr später, bei den Junioren-Skiweltmeisterschaften 2017 im US-amerikanischen Soldier Hollow, erzielte er im Einzel von der Normalschanze mit einer sich daran anschließenden Langlaufdistanz über fünf Kilometer den 29. Platz. Bereits zuvor hatte er am 8. Januar 2017 in Høydalsmo sein Debüt im Continental Cup der Nordischen Kombination gegeben. In dieser Wettbewerbsserie erreichte er am 4. Februar 2018 in Planica als Siebter sein bislang bestes Ergebnis.
Zu Beginn der Saison 2018/19 startete Næsvold am 30. November 2018 in Lillehammer erstmals im Weltcup und platzierte sich als 21. auf Anhieb in den Punkterängen. Aufgrund der hohen Konkurrenz im norwegischen Team trat er in den folgenden Monaten jedoch hauptsächlich im zweitklassigen Continental Cup an. Dort konnte er in Ruka sowohl seinen ersten Einzelsieg als auch seinen ersten Sieg mit der Staffel feiern. Mit insgesamt drei Continental-Cup-Siegen beendete er die Saison auf dem zweiten Platz in der Gesamtwertung, wohingegen er im Weltcup den 45. Rang belegte.
Nach der Saison 2020/21 trat er nicht mehr international an.

## Sonstiges
Næsvold war in der Kinder- und Jugendklasse auch als Skispringer aktiv.
Im Jahr 2016 erhielten er und Silje Opseth den Jubiläumspokal des Norwegischen Skiverbandes für Fair Play und Engagement.

## Erfolge

### Continental-Cup-Siege im Einzel
| Nr. | Datum           | Ort      | Disziplin               |
| --- | --------------- | -------- | ----------------------- |
| 1.  | 11. Januar 2019 | Ruka     | Gundersen Großschanze   |
| 2.  | 12. Januar 2019 | Ruka     | Massenstart Großschanze |
| 3.  | 26. Januar 2019 | Planica  | Gundersen Großschanze   |
| 4.  | 24. Januar 2021 | Eisenerz | Gundersen Normalschanze |

### Continental-Cup-Siege im Team
| Nr. | Datum           | Ort  | Disziplin             |
| --- | --------------- | ---- | --------------------- |
| 1.  | 13. Januar 2019 | Ruka | Staffel Großschanze 1 |

## Statistik

### Weltcup-Platzierungen
| Saison  | Platz | Punkte |
| ------- | ----- | ------ |
| 2018/19 | 45.   | 043    |
| 2019/20 | 52.   | 003    |
| 2020/21 | 43.   | 020    |

### Grand-Prix-Platzierungen
| Saison | Platz | Punkte |
| ------ | ----- | ------ |
| 2019   | 039.  | 038    |

### Continental-Cup-Platzierungen
| Saison  | Platz | Punkte |
| ------- | ----- | ------ |
| 2017/18 | 40.   | 115    |
| 2018/19 | 02.   | 644    |
| 2019/20 | 23.   | 170    |
| 2020/21 | 13.   | 277    |